# Domenico Fattori
Domenico Fattori (rond 1835 - na 1914) was een bekend (partijloos) politicus in San Marino uit de 19e en het begin van de 20e eeuw. 
Hij slaagde er als eerste politicus in een lange periode aan de macht te zijn in San Marino. De macht van Fattori werd ook nog eens versterkt doordat de bescherming en dus ook de politieke invloed van de Kerkelijke Staat afnam, aangezien toen het Koninkrijk Italië, dat San Marino sinds 1862 als soevereine staat erkent, gevormd werd. San Marino werd toen onafhankelijker van andere landen en de binnenlandse machthebbers kregen dus meer macht.
| Vanaf          | Capitino Regente | Capitino Regente   |
| -------------- | ---------------- | ------------------ |
| 1 april 1857   | Domenico Fattori | Innocenzo Bonelli  |
| 1 oktober 1861 | Domenico Fattori | Melchiorre Filippi |
| 1 oktober 1866 | Domenico Fattori | Melchiorre Filippi |
| 1 oktober 1870 | Domenico Fattori | Melchiorre Filippi |
| 1 oktober 1874 | Domenico Fattori | Gaetano Simoncini  |
| 1 april 1878   | Domenico Fattori | Marino Babboni     |
| 1 oktober 1881 | Domenico Fattori | Teodoro Ceccoli    |
| 1 april 1886   | Domenico Fattori | Teodoro Ceccoli    |
| 1 oktober 1889 | Domenico Fattori | Marino Nicolini    |
| 1 april 1895   | Domenico Fattori | Antonio Righi      |
| 1 april 1900   | Domenico Fattori | Antonio Righi      |
| 1 april 1914   | Domenico Fattori | Ferruccio Martelli |

Domenico trad voor het eerst op het politiek toneel in 1852, toen hij lid werd van de Consiglio Grande e Generale (het parlement van San Marino).
Fattori was twaalf keer voor een half jaar Capitano Regente van San Marino waardoor hij dus totaal zes jaar (gedeeld) staatshoofd van deze oude republiek was, een record. Zijn eerste termijn startte op 1 april 1857 en zijn laatste termijn eindigde op 1 oktober 1914.
Van 1860 tot 1908 was hij, als opvolger van de overleden Domenico Maria Belzoppi, Minister van Buitenlandse Zaken, het feitelijke hoofd van de regering, en met deze 48-jarige ambtstermijn is hij waarschijnlijk de langst in dienst zijnde Minister van Buitenlandse Zaken ter wereld. In deze functie gaf hij op 27 maart 1884 opdracht tot reorganisatie van het Nationaal Museum en de Nationale Bibliotheek. Ook was hij in 1897 betrokken bij het vredesverdrag tussen San Marino en Italië van 28 juni 1897. In 1908 werd hij opgevolgd door Meneto Bonelli.
Van 1857 tot 1859 was hij Minister van Financiën. Toen hij begin 1860 Minister van Buitenlandse Zaken werd, hief hij het Ministerie van Financiën op en maakte het tot onderdeel van het Ministerie van Buitenlandse Zaken. Van 1860 tot 1872 was hij ook nog Minister van Binnenlandse Zaken. In 1872 werd hij opgevolgd door Camillo Bonelli.
In 1907, één jaar voor zijn aftreding als Minister van Buitenlandse Zaken, moest hij de Financiën laten gaan en werd het Ministerie van Financiën onderdeel van het Ministerie van Binnenlandse Zaken.
Toen Domenico Fattori in 1908 aftrad als Minister van Buitenlandse Zaken en de functie van hoofd van de regering dus na 48 jaar na zich neer legde, was dat ook het einde van een heus tijdperk voor San Marino. Zo'n 50 jaar lang was het land feitelijk in de macht geweest van één man. Dit is na 1908 dan ook niet meer voor gekomen. Wel werd de functie van Minister van Buitenlandse Zaken later nog een periode van 26 jaar door Giuliano Gozi bekleed. 
Toch was Fattori erg geliefd. Dat blijkt onder andere uit het feit dat hij in het roerige jaar 1914, toen de Eerste Wereldoorlog uitbrak, nogmaals gekozen werd tot Capitano Regente. In de loop van de 20e eeuw zijn nog enkele andere Fattori's een korte tijd aan de macht geweest.